# Baby Rasta & Gringo
Baby Rasta & Gringo es un dúo musical puertorriqueño formado en 1994, el cual es considerado uno de los pioneros del underground en la década de los años 1990, y en su regreso a principios y mediados de los años 2000 en el reguetón. Está conformado por Wilmer Alicea «Baby Rasta» y Samuel Gerena «Gringo».
Comenzaron haciendo presentaciones y eventos en vivo con el nombre de «Easy Boyz», pero en 1994, adoptarían el nombre de «Baby Rasta & Gringo» cuando conocieron al productor DJ Negro, quien estaba formando un grupo llamado The Noise.
Son considerados como unos de los pioneros del reguetón, junto a Don Chezina, Dj Nelson, Ivy Queen, Rey Pirin, Gocho, Guelo Star, Speddy, DJ Blass, Daddy Yankee, Yaga & Mackie, Wise, Héctor & Tito, Eddie Dee, Cheka, Wisin y Yandel y Don Omar. Así mismo, como pioneros del subgénero reguetón romántico, junto a  Noriel, Tito El Bambino, Divino, Randy, Zion & Lennox, Nicky Jam, RKM & Ken-Y, Jadiel y J Álvarez.

## Integrantes

### Baby Rasta
Wilmer Alicea (Puerto Rico; 11 de octubre de 1976) conocido como Baby Rasta. En 2006, lanzó su primer álbum de estudio titulado La última risa y participó en la producción Los Benjamins con la canción «De ti me enamoré». Se convirtió en padre por tercera vez en 2016 con el nacimiento de su hijo varón llamado Mikael Alicea Cruz. En 2019, lanzó un álbum colaborativo con el cantante Jon Z titulado Voodoo. Se convirtió nuevamente en padre durante 2020 con el nacimiento de su hija Amaia.

### Gringo
Samuel Gerena (Puerto Rico; 3 de julio de 1978) conocido como Gringo. Lanzó su primer álbum como productor titulado Reggaeton con navidad en 2005, además ese mismo año publicó «El abrazo del oso» como el primer sencillo de su disco como solista, pero al final se descartó y se incluyó la remezcla con Ñejo & Dálmata. Lanzó su primer álbum de estudio en 2007 titulado El independiente, el cual cuenta con una tiraera a Nando, dueño de New Records, compañía a la cual pertenecian el y Baby Rasta como duo. En 2018, la hija del reggaetonero decidió seguir los caminos de la música con la ayuda de su padre adoptando el nombre de Dubaii, quien se introdujo en la música en inglés y posteriormente, en la música en español.

## Carrera musical

### 1994-1998: inicios
Antes de ingresar a las filas de The Noise, Baby Rasta y Gringo se hacían llamar "Los Easy Boyz" y pertenecían al corillo de DJ Herbert. Colaboraron en varios cassettes underground de DJ Herbert entre ellos el DJ Herbert Reggae # 16, DJ Herbert Reggae # 17 y DJ Herbert Special Edition. En el 1994 aparecieron en la producción de DJ Playero "MC Stop Reggae" con la canción "Pa Plaza". Posterior a ello ganaron un concurso de rap-reggae que DJ Negro organizó en la discoteca THE NOISE, lo que les dio la oportunidad de grabar para el The Noise 1 con su tema «Voy a implantar», con la canción «Fuerte explosión» para la producción The Noise 2 y con la canción «Cierra los ojos» para la producción The Noise 3.  También grabaron con Playero el éxito “Pa Plaza” para el album “MC Non Stop Reggae” bajo su antiguo nombre “Eazy Boys”. En 1995, aparecieron en la producción The Noise 5 con la canción «La competencia», ya que por problemas desconocidos no aparecieron en The Noise 4.
Aparecieron en producciones de 1996 como The Noise 6 con las canciones «Alerta, pendiente» y «Venimos otra vez» y en la producción Playero 40: New Era con las canciones «Me pregunto» y «Tengo una punto 40».
En 1997, lanzaron canciones como «Ritmo violento» para la producción The Noise 7, «No hay competencia» para la producción The Noise 8 y «Bienvenido a mi barrio» con Bebe para la producción The Flow. Lanzaron su primer EP de 6 canciones titulado New Prophecy y su primer álbum en vivo en 1997 titulado Live desde el más allá.
Publicaron su primer álbum como productores en 1998 titulado también como New Prophecy, ya que fue una reedición de su EP del año anterior. Participaron en la producción El Bando Korrupto con la canción «La competencia», en la producción Tierra de nadie con la canción «Vengo más violento» y en la primera entrega de Playero 41 con canciones como «Solo quiero» y «Enemigo».

### 1999-2005: New Records
Comenzaron 1999 con sus participaciones en producciones como La misión con la canción «Si quieren guerrear» y en la segunda entrega de Playero 41 con la canción «Replacement Killer».
Lanzaron su segundo álbum recopilatorio como productores en 2000 (luego de la reedición de New Prophecy) titulado Romances del ruido, el cual contó con los sencillos «Mi nena y Cierra los ojos». Participaron en la producción Boricua NY con la canción «Muchos me quieren ver caer» y en las producciones New Game con la canción «Baja de esa nube» y en Los reyes del nuevo milenio con «Todas quieren ser las más bellas». En 2001, participaron en la producción La Mision 2 con la canción «Cuál es la diferencia», la cual tuvo varias indirectas hacia al dúo Héctor & Tito, con el cual tenían problemas.
En 2002, lanzaron su tercer álbum como productores titulado Romances del ruido, Vol. 2, el cual contó con la canción «Mañana sin ti» y en 2003, publicaron el álbum en vivo titulado Fire Live. Participaron en la producción del 2003 titulada The Noise: Biografia con la canción «Yo quiero ver».
Publicaron su primer álbum de estudio titulado Sentenciados en 2004, el cual contó con el sencillo «El carnaval» y en 2005, se lanzó una reedición con dos canciones nuevas. Empezaron como solistas en 2005, cuando Gringo empezó a tener problemas con la disquera New Records y su dueño Nando, por lo que decidió abandonar el sello, por otro lado, Baby Rasta no estaba de acuerdo, por lo que ambos se pelearon y se enfocaron en sus carreras como solistas.

### 2007-2013: Eme Music
En 2007, ambos integrantes arreglarían sus diferencias y empezarían a trabajar su próximo trabajo discográfico con el sello Eme Music. En 2008, empezaron a tener problemas con el dúo Wisin & Yandel, luego que Baby Rasta & Gringo durante un concierto alegaran ser el verdadero dúo de la historia, posteriormente arreglarían en 2014.
Publicaron su segundo álbum de estudio en 2008 titulado The Comeback: Back To Business, el cual contó con el sencillo «Amor de lejos», el cual tuvo una remezcla con Jowell & Randy y Yomo en 2009. Lanzaron varios sencillos en los años siguientes como «Lo de ella es fichurear» con Farruko y «Ella se contradice» con Plan B en 2009, mientras que en 2010 lanzaron la canción «Ella se contradice (Remix)» con Don Omar y Kendo Kaponi y publicaron la canción «La, la, la, la», la cual tuvo una remezcla con Daddy Yankee.
Lanzaron las canciones «Na, na, na» y «Llegamos a la disco» en 2011, en 2012 participaron en el mixtape titulado Los Duros del productor Eme El Mago con varias canciones como «Luna llena». En 2013, publicaron el sencillo «Me niegas», como el primer sencillo de su próximo disco. Contó con una remezcla con Ñengo Flow y Jory.

### 2014-presente:Los cotizados
Publicaron el segundo sencillo de su próximo trabajo discográfico en 2014 titulado «Amor prohibido», el cual contó con un video musical y en ese mismo año, recibieron la noticia de que el productor Eme El Mago fue asesinado en una cárcel, donde estaba cumpliendo una condena que en pocos días terminaba, por lo que Eme Music paso a manos del dúo.
Lanzaron su tercer álbum de estudio titulado Los cotizados en 2015, el cual contó con las colaboraciones de Nicky Jam, Farruko, Tito El Bambino, Wisin, Divino y el dúo Alexis & Fido. Como promoción, se publicó el tercer sencillo del disco «Un beso» en 2015, el cual ocupó la posición #1 en la lista Chart Tropical de la revista Billboard.
En marzo de 2016, realizaron un concierto masivo en el coliseo de San Juan, Puerto Rico, donde interpretaron los mayores éxitos de su carrera y en octubre de ese año, se presentaron en los premios Latin America Music Awards. Participaron en la canción del 2017 titulada «Simple» con Ozuna, Cosculluela y Ñengo Flow, y en 2019, lanzaron las canciones «Evidencia» y «Te hace falta» como sencillos promocionales de su próximo trabajo discográfico.
En enero de 2020, pasaron por una situación difícil cuando durante en uno de sus conciertos se desató una balacera. En diciembre del mismo año, anunciaron que su cuarto álbum de estudio estaba siendo trabajado y que no contaría con canciones de trap pero si con canciones de reguetón al estilo comercial.

## Discografía
Álbumes de estudio
- 2004: Sentenciados
- 2008: The Comeback
- 2015: Los Cotizados
- 2023: The Hunting

Álbumes en vivo
- 1997: Live Desde El Mas Allá
- 2003: Fire Live

Álbumes de Varios Artistas
- 1997: The New Prophecy
- 2000: Romances del Ruido
- 2002: Romances del ruido, Vol. 2

Baby Rasta: Álbum 
- 2006: La última risa (álbum)

Gringo: Álbum 
- 2005: Reggaeton con navidad
- 2007: El independiente (álbum)